# Kannon de Kaga
Kannon de Kaga est une statue de 73 mètres de haut d'un Guanyin debout qui se trouve à Kaga au Japon. La construction de la statue a été fini en 1987.  Elle repose sur une base de 20 mètres de haut, conduisant à une hauteur totale de 93 mètres du monument. Elle est en 2019 la dix-huitième plus grande statue au monde.